# Martin Peters
Martin Stanford Peters, MBE (Londres, 8 de novembro de 1943 – 21 de dezembro de 2019), foi um futebolista inglês que ganhou a Copa do Mundo FIFA de 1966. Era um jogador habilidoso, armador e versatil jogou em varias posições pelos times que passou incluindo a de goleiro.

## Carreira
Peters fez parte do elenco da Seleção Inglesa de Futebol que disputou a Copa do Mundo de 1966 e 1970. Foi autor de um dos gols da seleção inglesa na final de 66 contra a Alemanha Ocidental vencida por 4x2 pelos ingleses.[carece de fontes?] Morreu durante o sono na madrugada do dia 21 de dezembro de 2019, aos 76 anos. Ele havia sido diagnosticado com Alzheimer em 2016. 

## Títulos
- Copa do Mundo FIFA de 1966
- Pelo West Ham
- Recopa Europeia: 1964-65
- Copa da Inglaterra: 1963-64
- Supercopa da Inglaterra: 1964
- Pelo Tottenham
- Copa da UEFA: 1971-72
- Copa da Liga Inglesa: 1970-71